# Bandera nacional foradada

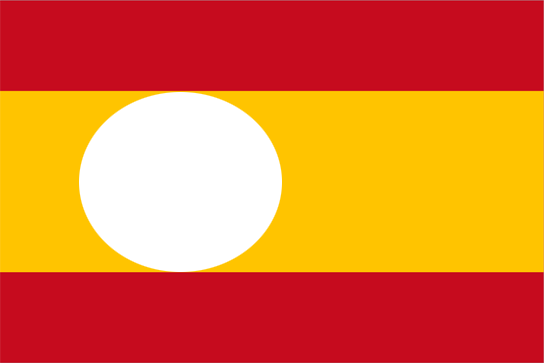
Bandera Nacional Foradada.

La bandera nacional foradada o bandera foradada, emergeix com un símbol de protesta en contraposició a l'abús de l'estat contra el poble. Aquest distintiu, que s'ha convertit en una icona per a aquells que criden a un canvi a la estructura política i la representació ciutadana, representa una expressió visual i simbòlica de la insatisfacció amb el comportament dels dirigents polítics a Espanya, arribant-se a qualificar per les persones que l'enarboren com una oligarquia de partits.
El seu disseny es basa en la actual bandera d'Espanya, modificada amb un forat a la zona on s'hi troba l'escut de l'estat espanyol. Aquesta bandera pot sofrir variacions, com per exemple en comptes de ser un forat, l'escut pot ser tapat per un cercle blanc o negre generalment.
La bandera foradada simbolitza la relació entre la nació i l'estat. Els colors del fons representen la diversitat i identitat del poble, mentre que l'escut simbolitza l'estat. Per tant, la imatge "foradada" a la bandera comunica que l'estat no ha d'estar per damunt de la nació.

## Precedents històrics[calcitació]
La bandera foradada d'Espanya s'inspira en esdeveniments històrics que van marcar la lluita per la llibertat i la democràcia a altres regions del món. Dos episodis clau que han influït en la creació d'aquest símbol són els esdeveniments d'Hongria el 1956 i Romania el 1989. A aquestes dues insurreccions, el principal símbol de protesta fou principalment una bandera modificada amb un forat, amb la finalitat d'arrancar la imatge de l'escut a les respectives banderes.

### Revolució hongaresa de 1956

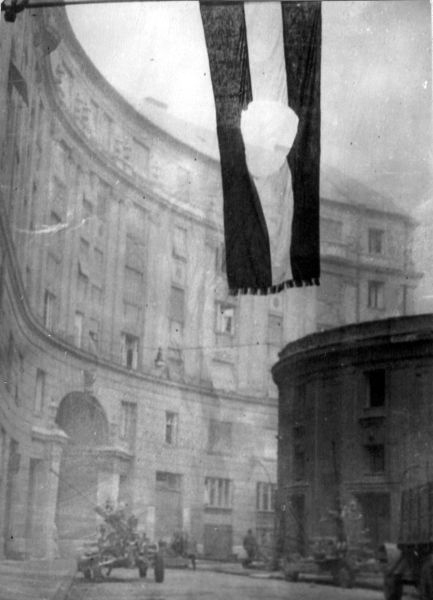
Budapest 1956

Al final de la Segona Guerra Mundial, Hongria va quedar sota la influència de l'URSS i va establir-se un règim comunista liderat per Mátyás Rákosi. No obstant això, la insatisfacció amb les polítiques repressores, les restriccions a les llibertats individuals i les dificultats econòmiques van conduir a un clima de descontentament creixent. És per això que en oposició al règim estatal soviètic, el símbol de protesta i reivindicació fou l'eliminació de la representació d'aquest per sobre la bandera nacional hongaresa.
La revolta va començar l'octubre de 1956 amb una manifestació d'estudiants a Budapest que ràpidament es va estendre a altres ciutats. Les demandes inicials de llibertat política i econòmica es van transformar ràpidament en un crit unànime per la retirada de les forces soviètiques del país.
La resposta de l'URSS va ser contundent. El 4 de novembre, tropes soviètiques van suprimir la revolta malgrat la resistència valenta del poble hongarès. La intervenció militar va sotmetre la revolta, causant pèrdues significatives i deportacions. Malgrat la supressió militar, la Revolució hongaresa va deixar una empremta indeleble. A nivell internacional, va revelar les tensions dins el bloc comunista i va suscitar simpatia per la causa hongaresa en molts països occidentals.

### Revolució romanesa de 1989
El règim comunista a Romania, liderat pel dictador Nicolae Ceaușescu, es caracteritzava per polítiques autoritàries, la restricció de les llibertats individuals i una economia centralitzada. El descontentament acumulat a causa de la corrupció, la repressió i les condicions de vida precàries va crear un terreny fèrtil per a la dissidència.
Les primeres protestes van començar al desembre de 1989, inicialment com a resposta a la persecució d'un pastor protestant. Amb el temps, les manifestacions van guanyar força i es van estendre a altres ciutats romaneses, amb una demanda unànime de canvi polític i la caiguda del règim comunista, apareixent entre els revoltats de forma anàloga a Hongria, la bandera de la nació romanesa amb l'escut heretat de l'estat soviètic retallat en símbol de protesta i reivindicació.
La resposta inicial del govern va ser la repressió violenta. Tanmateix, l'escalada de la violència i la pèrdua de suport dins del propi partit comunista van conduir a un punt d'inflexió. El 22 de desembre de 1989, Ceaușescu va intentar reprimir una protesta a Bucarest, però la seva intervenció va resultar en una insurrecció massiva. El 25 de desembre, Nicolae Ceaușescu va ser capturat i posteriorment executat després d'un ràpid judici. Aquesta acció va marcar el final del règim comunista a Romania. La Revolució Romanesa va obrir el camí a una transició cap a la democràcia i va tenir repercussions significatives en altres països de l'Europa de l'Est.
La Revolució Romanesa de 1989 va captar l'atenció internacional, destacant la necessitat de canvis profunds a l'Europa de l'Est. Va inspirar altres moviments democràtics i va ser vista com un exemple de la capacitat de la gent per desafiar règims autoritaris.

## Ús actual a Espanya
La bandera foradada és enarborada principalment pels integrants de l'organització Junta Democràtica d'Espanya, una associació civil que segons els seus estatuts busca, mitjançant la desobediència civil i la no cooperació, que s'instauri un règim democràtic amb una separació de poders d'origen, una representació directa triant un sol representant per districte electoral i la independència judicial, el que s'entén com democràcia formal.
Tot i que la bandera és recurrent a les concentracions organitzades per dita associació en contra del règim de partits, és habitual trobar-la també a les manifestacions que han tingut lloc a les protestes del novembre de 2023.

## Model alternatiu[calcitació]

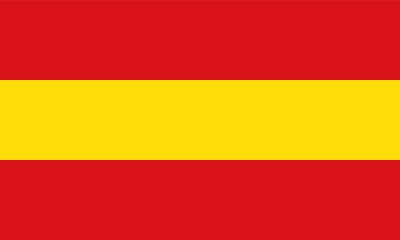
Bandera Trifranja d'Espanya.

Tot i que el missatge de la bandera és contundent, la imatge de que al símbol nacional se li sigui amputada una part i es deixi foradada pot arribar a afectar la sensibilitat, fins i tot, de les persones que si bé combreguen amb les idees de revolució política, no estan d'acord amb adoptar-la. És per aquest motiu que ha sorgit una proposta de bandera d'Espanya, que representi a la nació lliure de cap estat que la oprimeixi: La Trifranja.
El disseny d'aquesta bandera radica en la manca de cap escut, diferenciant-se també en que les tres franges de colors són de la mateixa amplada, ja que ja no hi ha de caber cap símbol estatal a la franja groga.